# Manuel Sanchís Hontiyuelo
Manuel Sanchís Hontiyuelo, detto Manolo (Madrid, 23 maggio 1965), è un ex calciatore spagnolo, di ruolo difensore.
Con 21 trofei vinti è il quinto calciatore più titolato con la maglia del Real Madrid dopo Sergio Ramos (22), Francisco Gento (23), Marcelo (25) e Luka Modrić (27). Con 710 partite e 40 gol in maglia blanca, vestita dal 1983 al 2001, è il terzo calciatore più presente nella storia del Real Madrid alle spalle di Raúl (741 presenze) e Iker Casillas (725).

## Carriera

### Club
Figlio del valenciano Manuel Sanchís Martínez, calciatore del Real Madrid tra gli anni sessanta e i primi anni settanta, crebbe proprio nelle giovanili del Real Madrid, in cui entrò all'età di dodici anni. Passato al Castilla, la squadra riserve del club madrileno, nella stagione 1983-1984, esordì il 2 ottobre 1983 nella partita persa per 1-0 contro l'Algeciras, mentre il primo gol lo marcò il 19 novembre contro il Deportivo La Coruña nella partita vinta per 2-0. Nel dicembre dello stesso anno guadagnò, grazie alle ottime prestazioni fornite, le prime convocazioni nella prima squadra. Collezionò solo un'altra presenza nelle file del Castilla (per un totale di dieci presenze nel campionato di Segunda División), poi fu integrato nella prima squadra in via definitiva.
Con la prima squadra del Real Madrid esordì il 4 dicembre 1983 in una partita vinta per 0-1 dai blancos contro il Real Murcia con un suo gol. Componente della cosiddetta Quinta del Buitre ("leva dell'avvoltoio", dal soprannome di Emilio Butragueño), fu l'unico della Quinta a giocare con il Real Madrid per tutta la carriera e l'unico della Quinta a vincere la Coppa dei Campioni con il club, per due volte, nel 1997-1998 e nel 1999-2000.
Conta 710 partite e 40 gol (523 partite e 33 gol in campionato) con la maglia del Real Madrid, in cui militò dal 1983 al 2001, anno in cui si ritirò dall'attività agonistica.

### Nazionale
Con la nazionale spagnola Under-21 ha vinto l'europeo di categoria del 1986 battendo ai tiri di rigore l'Italia. Conta 48 presenze con la nazionale maggiore, con cui esordì il 12 novembre 1986 contro la Romania. Ha giocato il campionato d'Europa 1988 e il campionato del mondo 1990 e ha chiuso la carriera in nazionale nel marzo 1992. Ha realizzato il suo unico gol in nazionale il 14 ottobre 1987 allo stadio Ramón Sánchez-Pizjuán di Siviglia contro l'Austria, nella partita vinta per 2-0 e valida per le qualificazioni al campionato europeo di calcio 1988.

## Statistiche

### Presenze e reti nei club
Statistiche aggiornate al termine della carriera da calciatore.
| Stagione           | Squadra            | Campionato         | Campionato | Campionato | Coppe nazionali | Coppe nazionali | Coppe nazionali | Coppe continentali | Coppe continentali | Coppe continentali | Altre coppe | Altre coppe | Altre coppe | Totale | Totale |
| Stagione           | Squadra            | Comp               | Pres       | Reti       | Comp            | Pres            | Reti            | Comp               | Pres               | Reti               | Comp        | Pres        | Reti        | Pres   | Reti   |
| ------------------ | ------------------ | ------------------ | ---------- | ---------- | --------------- | --------------- | --------------- | ------------------ | ------------------ | ------------------ | ----------- | ----------- | ----------- | ------ | ------ |
| 1983-1984          | Real Madrid B      | SD                 | 10         | 2          | CR              | 4               | 1               | -                  | -                  | -                  | -           | -           | -           | 14     | 3      |
| 1983-1984          | Real Madrid        | PD                 | 18         | 3          | CR+CdL          | 0+2             | 0+0             | -                  | -                  | -                  |             | -           | -           | 20     | 3      |
| 1984-1985          | Real Madrid        | PD                 | 30         | 4          | CR+CdL          | 1+6             | 0+0             | CU                 | 10                 | 1                  |             | -           | -           | 47     | 5      |
| 1985-1986          | Real Madrid        | PD                 | 28         | 1          | CR              | 6               | 2               | CU                 | 7                  | 0                  | -           | -           | -           | 41     | 3      |
| 1986-1987          | Real Madrid        | PD                 | 36         | 2          | CR              | 6               | 0               | CC                 | 7                  | 1                  | -           | -           | -           | 49     | 3      |
| 1987-1988          | Real Madrid        | PD                 | 33         | 9          | CR              | 8               | 0               | CC                 | 8                  | 1                  | -           | -           | -           | 49     | 10     |
| 1988-1989          | Real Madrid        | PD                 | 33         | 3          | CR              | 9               | 1               | CC                 | 7                  | 0                  | SS          | 2           | 0           | 51     | 4      |
| 1989-1990          | Real Madrid        | PD                 | 34         | 3          | CR              | 7               | 0               | CC                 | 4                  | 0                  | -           | -           | -           | 45     | 3      |
| 1990-1991          | Real Madrid        | PD                 | 31         | 2          | CR              | 2               | 0               | CC                 | 1                  | 0                  | SS          | 2           | 0           | 36     | 2      |
| 1991-1992          | Real Madrid        | PD                 | 37         | 1          | CR              | 6               | 1               | CU                 | 9                  | 1                  | -           | -           | -           | 52     | 3      |
| 1992-1993          | Real Madrid        | PD                 | 37         | 1          | CR              | 6               | 0               | CU                 | 6                  | 0                  | -           | -           | -           | 49     | 1      |
| 1993-1994          | Real Madrid        | PD                 | 32         | 1          | CR              | 4               | 0               | CdC                | 6                  | 0                  | SS          | 2           | 0           | 44     | 1      |
| 1994-1995          | Real Madrid        | PD                 | 37         | 1          | CR              | 2               | 0               | CU                 | 3                  | 0                  | -           | -           | -           | 42     | 1      |
| 1995-1996          | Real Madrid        | PD                 | 32         | 1          | CR              | 2               | 0               | UCL                | 6                  | 0                  | SS          | 1           | 0           | 41     | 1      |
| 1996-1997          | Real Madrid        | PD                 | 22         | 0          | CR              | 0               | 0               | -                  | -                  | -                  | -           | -           | -           | 22     | 0      |
| 1997-1998          | Real Madrid        | PD                 | 31         | 1          | CR              | 1               | 0               | UCL                | 10                 | 0                  | SS          | 2           | 0           | 44     | 1      |
| 1998-1999          | Real Madrid        | PD                 | 33         | 0          | CR              | 4               | 0               | UCL                | 7                  | 0                  | SU+CInt     | 1+1         | 0           | 46     | 0      |
| 1999-2000          | Real Madrid        | PD                 | 14         | 0          | CR              | 2               | 0               | UCL                | 5                  | 0                  | Cmc         | 2           | 0           | 23     | 0      |
| 2000-2001          | Real Madrid        | PD                 | 5          | 0          | CR              | 1               | 0               | UCL                | 3                  | 0                  | SU+CInt     | -           | -           | 9      | 0      |
| Totale Real Madrid | Totale Real Madrid | Totale Real Madrid | 523        | 33         |                 | 67+8            | 4+0             |                    | 99                 | 4                  |             | 13          | 0           | 710    | 41     |
| Totale carriera    | Totale carriera    | Totale carriera    | 533        | 35         |                 | 79              | 5               |                    | 99                 | 4                  |             | 13          | 0           | 724    | 44     |

### Cronologia presenze e reti in nazionale
| Cronologia completa delle presenze e delle reti in nazionale ― Spagna | Cronologia completa delle presenze e delle reti in nazionale ― Spagna | Cronologia completa delle presenze e delle reti in nazionale ― Spagna | Cronologia completa delle presenze e delle reti in nazionale ― Spagna | Cronologia completa delle presenze e delle reti in nazionale ― Spagna | Cronologia completa delle presenze e delle reti in nazionale ― Spagna | Cronologia completa delle presenze e delle reti in nazionale ― Spagna | Cronologia completa delle presenze e delle reti in nazionale ― Spagna |
| Data                                                                  | Città                                                                 | In casa                                                               | Risultato                                                             | Ospiti                                                                | Competizione                                                          | Reti                                                                  | Note                                                                  |
| --------------------------------------------------------------------- | --------------------------------------------------------------------- | --------------------------------------------------------------------- | --------------------------------------------------------------------- | --------------------------------------------------------------------- | --------------------------------------------------------------------- | --------------------------------------------------------------------- | --------------------------------------------------------------------- |
| 12-11-1986                                                            | Siviglia                                                              | Spagna                                                                | 1 – 0                                                                 | Romania                                                               | Qual. Euro 1988                                                       | -                                                                     |                                                                       |
| 3-12-1986                                                             | Tirana                                                                | Albania                                                               | 1 – 2                                                                 | Spagna                                                                | Qual. Euro 1988                                                       | -                                                                     | 74’                                                                   |
| 18-2-1987                                                             | Madrid                                                                | Spagna                                                                | 2 – 4                                                                 | Inghilterra                                                           | Amichevole                                                            | -                                                                     | 63’                                                                   |
| 1-4-1987                                                              | Vienna                                                                | Austria                                                               | 2 – 3                                                                 | Spagna                                                                | Qual. Euro 1988                                                       | -                                                                     | 46’                                                                   |
| 29-4-1987                                                             | Bucarest                                                              | Romania                                                               | 3 – 1                                                                 | Spagna                                                                | Qual. Euro 1988                                                       | -                                                                     |                                                                       |
| 23-9-1987                                                             | Madrid                                                                | Spagna                                                                | 2 – 0                                                                 | Lussemburgo                                                           | Amichevole                                                            | -                                                                     |                                                                       |
| 14-10-1987                                                            | Siviglia                                                              | Spagna                                                                | 2 – 0                                                                 | Austria                                                               | Qual. Euro 1988                                                       | 1                                                                     |                                                                       |
| 18-11-1987                                                            | Siviglia                                                              | Spagna                                                                | 5 – 0                                                                 | Albania                                                               | Qual. Euro 1988                                                       | -                                                                     |                                                                       |
| 27-1-1988                                                             | Valencia                                                              | Spagna                                                                | 0 – 0                                                                 | Germania Est                                                          | Amichevole                                                            | -                                                                     |                                                                       |
| 24-2-1988                                                             | Malaga                                                                | Spagna                                                                | 1 – 2                                                                 | Cecoslovacchia                                                        | Amichevole                                                            | -                                                                     | 46’                                                                   |
| 23-3-1988                                                             | Bordeaux                                                              | Francia                                                               | 2 – 1                                                                 | Spagna                                                                | Amichevole                                                            | -                                                                     |                                                                       |
| 27-4-1988                                                             | Madrid                                                                | Spagna                                                                | 0 – 0                                                                 | Scozia                                                                | Amichevole                                                            | -                                                                     |                                                                       |
| 1-6-1988                                                              | Salamanca                                                             | Spagna                                                                | 1 – 3                                                                 | Svezia                                                                | Amichevole                                                            | -                                                                     |                                                                       |
| 5-6-1988                                                              | Basilea                                                               | Svizzera                                                              | 1 – 1                                                                 | Spagna                                                                | Amichevole                                                            | -                                                                     |                                                                       |
| 11-6-1988                                                             | Hannover                                                              | Spagna                                                                | 3 – 2                                                                 | Danimarca                                                             | Euro 1988 - 1º turno                                                  | -                                                                     |                                                                       |
| 14-6-1988                                                             | Francoforte                                                           | Italia                                                                | 1 – 0                                                                 | Spagna                                                                | Euro 1988 - 1º turno                                                  | -                                                                     |                                                                       |
| 17-6-1988                                                             | Monaco di Baviera                                                     | Germania Ovest                                                        | 2 – 0                                                                 | Spagna                                                                | Euro 1988 - 1º turno                                                  | -                                                                     | 80’                                                                   |
| 14-9-1988                                                             | Oviedo                                                                | Spagna                                                                | 1 – 2                                                                 | Jugoslavia                                                            | Amichevole                                                            | -                                                                     | 75’                                                                   |
| 12-10-1988                                                            | Siviglia                                                              | Spagna                                                                | 1 – 1                                                                 | Argentina                                                             | Amichevole                                                            | -                                                                     |                                                                       |
| 16-11-1988                                                            | Siviglia                                                              | Spagna                                                                | 2 – 0                                                                 | Irlanda                                                               | Qual. Mondiali 1990                                                   | -                                                                     |                                                                       |
| 22-1-1989                                                             | Ta' Qali                                                              | Malta                                                                 | 0 – 2                                                                 | Spagna                                                                | Qual. Mondiali 1990                                                   | -                                                                     | 60’, 76’                                                              |
| 23-3-1989                                                             | Siviglia                                                              | Spagna                                                                | 4 – 0                                                                 | Malta                                                                 | Qual. Mondiali 1990                                                   | -                                                                     |                                                                       |
| 26-4-1989                                                             | Dublino                                                               | Irlanda                                                               | 1 – 0                                                                 | Spagna                                                                | Qual. Mondiali 1990                                                   | -                                                                     |                                                                       |
| 20-9-1989                                                             | La Coruña                                                             | Spagna                                                                | 1 – 0                                                                 | Polonia                                                               | Amichevole                                                            | -                                                                     |                                                                       |
| 11-10-1989                                                            | Budapest                                                              | Ungheria                                                              | 2 – 2                                                                 | Spagna                                                                | Qual. Mondiali 1990                                                   | -                                                                     |                                                                       |
| 15-11-1989                                                            | Siviglia                                                              | Spagna                                                                | 4 – 0                                                                 | Ungheria                                                              | Qual. Mondiali 1990                                                   | -                                                                     |                                                                       |
| 13-12-1989                                                            | Santa Cruz de Tenerife                                                | Spagna                                                                | 2 – 1                                                                 | Svizzera                                                              | Amichevole                                                            | -                                                                     | 49’                                                                   |
| 21-2-1990                                                             | Alicante                                                              | Spagna                                                                | 1 – 0                                                                 | Cecoslovacchia                                                        | Amichevole                                                            | -                                                                     |                                                                       |
| 28-3-1990                                                             | Malaga                                                                | Spagna                                                                | 2 – 3                                                                 | Austria                                                               | Amichevole                                                            | -                                                                     |                                                                       |
| 26-5-1990                                                             | Lubiana                                                               | Jugoslavia                                                            | 0 – 1                                                                 | Spagna                                                                | Amichevole                                                            | -                                                                     | 64’                                                                   |
| 13-6-1990                                                             | Udine                                                                 | Uruguay                                                               | 0 – 0                                                                 | Spagna                                                                | Mondiali 1990 - 1º turno                                              | -                                                                     |                                                                       |
| 17-6-1990                                                             | Udine                                                                 | Corea del Sud                                                         | 1 – 3                                                                 | Spagna                                                                | Mondiali 1990 - 1º turno                                              | -                                                                     |                                                                       |
| 21-6-1990                                                             | Verona                                                                | Spagna                                                                | 2 – 1                                                                 | Belgio                                                                | Mondiali 1990 - 1º turno                                              | -                                                                     |                                                                       |
| 26-6-1990                                                             | Verona                                                                | Spagna                                                                | 1 – 2 dts                                                             | Jugoslavia                                                            | Mondiali 1990 - Ottavi di finale                                      | -                                                                     |                                                                       |
| 12-9-1990                                                             | Gijón                                                                 | Spagna                                                                | 3 – 0                                                                 | Brasile                                                               | Amichevole                                                            | -                                                                     |                                                                       |
| 10-10-1990                                                            | Siviglia                                                              | Spagna                                                                | 2 – 1                                                                 | Islanda                                                               | Qual. Euro 1992                                                       | -                                                                     |                                                                       |
| 14-11-1990                                                            | Praga                                                                 | Cecoslovacchia                                                        | 3 – 2                                                                 | Spagna                                                                | Qual. Euro 1992                                                       | -                                                                     |                                                                       |
| 19-12-1990                                                            | Siviglia                                                              | Spagna                                                                | 9 – 0                                                                 | Albania                                                               | Qual. Euro 1992                                                       | -                                                                     |                                                                       |
| 16-1-1991                                                             | Castellón de la Plana                                                 | Spagna                                                                | 1 – 1                                                                 | Portogallo                                                            | Amichevole                                                            | -                                                                     |                                                                       |
| 20-2-1991                                                             | Parigi                                                                | Francia                                                               | 3 – 1                                                                 | Spagna                                                                | Qual. Euro 1992                                                       | -                                                                     |                                                                       |
| 27-3-1991                                                             | Santander                                                             | Spagna                                                                | 2 – 4                                                                 | Ungheria                                                              | Amichevole                                                            | -                                                                     | 46’                                                                   |
| 4-9-1991                                                              | Oviedo                                                                | Spagna                                                                | 2 – 1                                                                 | Uruguay                                                               | Amichevole                                                            | -                                                                     | 46’                                                                   |
| 25-9-1991                                                             | Reykjavík                                                             | Islanda                                                               | 2 – 0                                                                 | Spagna                                                                | Qual. Euro 1992                                                       | -                                                                     |                                                                       |
| 12-10-1991                                                            | Siviglia                                                              | Spagna                                                                | 1 – 2                                                                 | Francia                                                               | Qual. Euro 1992                                                       | -                                                                     | 38’                                                                   |
| 13-11-1991                                                            | Siviglia                                                              | Spagna                                                                | 2 – 1                                                                 | Cecoslovacchia                                                        | Qual. Euro 1992                                                       | -                                                                     |                                                                       |
| 15-1-1992                                                             | Torres Novas                                                          | Portogallo                                                            | 0 – 0                                                                 | Spagna                                                                | Amichevole                                                            | -                                                                     | 46’                                                                   |
| 19-2-1992                                                             | Valencia                                                              | Spagna                                                                | 1 – 1                                                                 | Comunità degli Stati Indipendenti                                     | Amichevole                                                            | -                                                                     |                                                                       |
| 11-3-1992                                                             | Valladolid                                                            | Spagna                                                                | 2 – 0                                                                 | Stati Uniti                                                           | Amichevole                                                            | -                                                                     | 46’                                                                   |
| Totale                                                                |                                                                       | Presenze                                                              | 48                                                                    |                                                                       | Reti                                                                  | 1                                                                     |                                                                       |

## Palmarès

### Club

#### Competizioni nazionali
- Campionato spagnolo: 8

Real Madrid: 1985-1986, 1986-1987, 1987-1988, 1988-1989, 1989-1990, 1994-1995, 1996-1997, 2000-2001
- Supercoppa di Spagna: 5

Real Madrid: 1988, 1989, 1990, 1993, 1997
- Coppa di Spagna: 2

Real Madrid: 1988-1989, 1992-1993
- Copa de la Liga de España

Real Madrid: 1985

#### Competizioni internazionali
- Coppa UEFA: 2

Real Madrid: 1984-1985, 1985-1986
- UEFA Champions League: 2

Real Madrid: 1997-1998, 1999-2000
- Coppa Intercontinentale: 1

Real Madrid: 1998

### Nazionale
- Campionato d'Europa Under-21: 1

1986

### Individuale
- Miglior giocatore dell'Europeo Under-21: 1

1986